# Federação Santomense de Voleibol
A Federação Santomense de Voleibol  (FSV) é  uma organização fundada em 1984 que governa a pratica de voleibol em São Tomé e Príncipe, sendo membro da Federação Internacional de Voleibol e da Confederação Africana de Voleibol, a entidade é responsável por  organizar  os campeonatos nacionais de  voleibol masculino e feminino no país.